# Quyền LGBT ở San Marino
Quyền đồng tính nữ, đồng tính nam, song tính và chuyển giới (tiếng Ý: lesbiche, gay, bisessuali e transgender) ở San Marino có thể phải đối mặt với những thách thức pháp lý mà những người không phải LGBT không gặp phải. Cả hai hoạt động tình dục đồng giới nam và nữ đều hợp pháp ở San Marino, nhưng các hộ gia đình do các cặp đồng giới đứng đầu không đủ điều kiện để được bảo vệ hợp pháp như nhau đối với các cặp khác giới.
Phân biệt đối xử dựa trên xu hướng tính dục và bản dạng giới bị cấm ở San Marino. Vào tháng 12 năm 2017, Nghị viện đã phê chuẩn một luật ngân sách bao gồm các điều khoản công nhận hợp pháp các cuộc hôn nhân đồng giới được thực hiện giữa người nước ngoài trong nước. Hơn nữa, vào tháng 11 năm 2018, Hội đồng lớn San Marino đã phê chuẩn một Dự luật để hợp pháp hóa kết hợp dân sự. Luật có hiệu lực vào ngày 5 tháng 12 năm 2018, cho phép các cặp đồng giới và khác giới tham gia vào một liên minh và nhận được một số quyền của hôn nhân.

## Tính hợp pháp của hoạt động tình dục đồng giới
Vào tháng 9 năm 2004, Điều 274 Bộ luật Hình sự San Marinese đã bị bãi bỏ. Theo bài viết này, những người tiếp xúc đồng tính có thể bị phạt tù từ 3 tháng đến một năm, nếu họ đã tham gia "theo thói quen" và do đó gây ra "vụ bê bối công khai".
Toàn bộ lệnh cấm đồng tính luyến ái đã được bãi bỏ vào năm San Marino vào năm 1864. Tuy nhiên, vào năm 1974, Quốc hội San Marani đã thông qua một bộ luật hình sự mới có hiệu lực vào năm 1975 và có Điều 274. Tuy nhiên, không có báo cáo nào. Điều 274 đã từng được áp dụng. It was the only special provision on homosexuality in the San Marinese Penal Code.
Độ tuổi đồng ý được đặt bằng nhau ở mức 14 (giống như ở Ý). Ngoài ra (không giống như ở Ý), việc "kích động trẻ vị thành niên dưới 18 tuổi tham nhũng tình dục" là một hành vi phạm tội.

## Bảo vệ phân biệt đối xử và pháp luật tội phạm kì thị
Vào ngày 28 tháng 4 năm 2008, Quốc hội Sammarani đã phê chuẩn sửa đổi Bộ luật Hình sự, cấm phân biệt đối xử, ghét tội phạm và phát ngôn thù địch trên cơ sở khuynh hướng tình dục. Luật có hiệu lực vào ngày 3 tháng 5 năm 2008.
Theo "Báo cáo Nhân quyền" của Bộ Ngoại giao Hoa Kỳ năm 2015, luật San Marino cấm phân biệt đối xử dựa trên chủng tộc, giới tính, tôn giáo, quan điểm chính trị, nguồn gốc quốc gia hoặc quyền công dân, nguồn gốc xã hội, khuyết tật, khuynh hướng tình dục hoặc giới tính, tuổi tác, ngôn ngữ, tình trạng dương tính với HIV, hoặc sự hiện diện của các bệnh truyền nhiễm khác. Chính phủ thi hành các lệnh cấm này.
Vào tháng 11 năm 2018, trong cuộc thảo luận cuối cùng về luật liên minh dân sự, Phó Davide Forcellini của Phong trào RLEX đề xuất bổ sung rõ ràng thuật ngữ thiên hướng tình dục vào Điều 4 của Hiến pháp, hiện đang đọc: "Tất cả đều bình đẳng trước pháp luật, không phân biệt giới tính, điều kiện cá nhân, kinh tế, xã hội, chính trị và tôn giáo". Đề xuất đã nhận được hỗ trợ từ DM-SMT, Đảng Xã hội và Dân chủ (PSD) và Đảng Dân chủ Xã hội (PS), cũng như một số đại biểu độc lập. Vào tháng 3 năm 2019, Nghị viện đã phê chuẩn đề xuất này, 35 phiếu thuận, 8 phiếu chống và 1 phiếu trắng. Tuy nhiên, 39 phiếu đã được yêu cầu. Do không đáp ứng được ngưỡng này, văn bản sẽ sớm được gửi đến một cuộc trưng cầu dân ý.

## Bảng tóm tắt
| Hoạt động tình dục đồng giới hợp pháp                                                                                       | (Từ năm 1864) |
| Độ tuổi đồng ý | Yes           |
| Luật chống phân biệt đối xử chỉ trong việc làm                                                                              | (Từ năm 2008) |
| Luật chống phân biệt đối xử trong việc cung cấp hàng hóa và dịch vụ                                                         | (Từ năm 2008) |
| Luật chống phân biệt đối xử trong tất cả các lĩnh vực khác (bao gồm phân biệt đối xử gián tiếp, ngôn từ kích động thù địch) | (Từ năm 2008) |
| Luật chống phân biệt đối xử liên quan đến bản sắc giới                                                                      | No            |
| Luật tội phạm kì thị bao gồm xu hướng tình dục                                                                              | (Từ năm 2008) |
| Hôn nhân đồng giới | No            |
| Công nhận các cặp đồng giới (ví dụ: đoàn thể dân sự)                                                                        | (Từ năm 2018) |
| Con nuôi của các cặp vợ chồng đồng giới                                                                                     | (Từ năm 2018) |
| Con nuôi chung của các cặp đồng giới                                                                                        | No            |
| Người LGBT được phép phục vụ công khai trong quân đội                                                                       | Yes           |
| Quyền thay đổi giới tính hợp pháp                                                                                           |               |
| Truy cập IVF cho đồng tính nữ                                                                                               | No            |
| Liệu pháp chuyển đổi bị cấm ở trẻ vị thành niên                                                                             | No            |
| Mang thai hộ thương mại cho các cặp đồng tính nam                                                                           | No            |
| NQHN được phép hiến máu | Yes           |